# سیارک ۳۹۶۳۵
سیارک ۳۹۶۳۵ (به انگلیسی: 39635 Kusatao، نامگذاری:1994YL) سی و نه هزار و ششصد و سی و پنجمین سیارک کشف شده‌است که در ۲۷ دسامبر ۱۹۹۴ کشف شد.